# Aeroportul Springbok
Aeroportul Springbok (IATA: SBU, ICAO: FASB) este un aeroport din Provincia Northern Cape, Africa de Sud.
Situat la o altitudine de 820 m, aeroportul dispune de o singură pistă.